# 吉田隼人 (自転車選手)
吉田 隼人（よしだ はやと、1989年5月19日 - ）は、日本の自転車競技（ロードレース&トラックレース）元選手。奈良県桜井市出身。奈良県立榛生昇陽高等学校を経て、鹿屋体育大学卒業。
チームブリヂストン・アンカー、シマノレーシングを経て2015年シーズンからマトリックス・パワータグに在籍。その後、プロコンチネンタルチームNIPPO・ヴィーニファンティーニに2年所属して、再びマトリックス・パワータグに所属。2年後シマノ鈴鹿国際ロードレースを最後に引退。
その後マトリックス・パワータグの第2監督として活動をしている。

## 主な戦歴
2007年
- アジア自転車競技選手権大会・ジュニア部門ロードレース優勝
- ツール・ド・ラビティビ 区間1勝(第5)。

2008年
- ツール・ド・イラン 区間1勝(第3)

2009年
- 東アジア競技大会・団体ロードレース優勝。

2011年
- 全日本選手権U23・個人タイムトライアル 優勝

2012年、チームブリヂストン・アンカーに加入。
- fr:Les Challenges Phosphatiers 3位

2013年、シマノレーシングに移籍。
- ツール・ド・台湾(2.1) 第7ステージ優勝、総合31位
- ツアー・オブ・ジャパン(2.1) 第6ステージ 3位

2014年、ツール・ド・熊野(2.2) 第3ステージ3位
- ツール・ド・コリア(2.1) 第8ステージ 6位

2015年、マトリックス・パワータグに移籍。
- 全日本選手権・ロードレース 4位

2018年、NIPPO・ヴィーニファンティーニに移籍、UCIアジアツアーのステージレースを中心に参戦
2019年、ツール・ド・台湾(2.1)、第5ステージ3位
2020年。マトリックス・パワータグに移籍
2022年、シマノ鈴鹿国際ロードレースのスタート前に現役引退を発表。